# Luc Suykerbuyk
Luc Suykerbuyk (* Nispen, 12 de febrero de 1964). Fue un ciclista  holandés, profesional entre 1987 y 1992, cuyo mayor éxito deportivo lo logró en  la Vuelta a España donde conseguiría 1 victoria de etapa en la edición de 1989.

## Palmarés
1985
- 1 etapa de la Vuelta a Lieja

1986
- Cinturón a Mallorca, más 1 etapa

1988
- 1 etapa de la Vuelta al País Vasco

1989
- 1 etapa en la Vuelta a España

1990
- 1 etapa en la Vuelta a Murcia

## Resultados en Grandes Vueltas y Campeonatos del Mundo
Durante su carrera deportiva consiguió los siguientes puestos en las Grandes Vueltas y en los Campeonatos del Mundo en carretera:
| Carrera         | 1987 | 1988 | 1989 | 1990 | 1991 | 1992 |
| --------------- | ---- | ---- | ---- | ---- | ---- | ---- |
| Giro de Italia  | -    | -    | -    | -    | 66.º | -    |
| Tour de Francia | -    | -    | -    | -    | -    | -    |
| Vuelta a España | 71.º | 22.º | 10.º | 64.º | Ab.  | 79.º |
| Mundial en ruta | -    | -    | Ab.  | -    | -    | -    |

-: No participa

Ab.: Abandono